# Voivodato di Rutenia
Il voivodato di Rutenia (in latino Palatinatus russiae in polacco województwo ruskie) fu un'unità di divisione amministrativa del Regno di Polonia dal 1366 al 1772 e della Confederazione polacco-lituana. Insieme al voivodato di Bełz formava la provincia della Rutenia Rossa.
Questa regione fu in seguito parte della provincia austriaca della Galizia e poi divisa tra Polonia, Ucraina e Bielorussia.

## Storia
In origine ci si riferiva alla zona come territorio compreso tra i fiumi Bug e Wieprz. Il nome polacco era Ziemia czerwieńska, o "Czerwień Land" dal nome di Cherven, una città allora esistente. Ci sono parecchie città con questo nome, nessuna delle quali è relazionata in alcun modo con la Rutenia rossa.
Questa zona fu menzionata la prima volta nel 981, quando Vladimiro il Grande della Rus' di Kiev prese la zona sulla sua strada verso la Polonia. Nel 1018 ritornò alla Polonia, nel 1031 di nuovo al Rus' di Kiev e nel 1340 Casimiro III di Polonia riconquistò il territorio. Da quei tempi, il nome Ruś Czerwona viene ricordato, tradotto come "Rutenia Rossa" (Czerwień significa colore rosso nelle lingue slave), applicato a un territorio che si estendeva lungo il fiume Nistro. Dai tempi di Ladislao II di Polonia, il voivodato di Przemyśl fu chiamato voivodato di Rutenia ("województwo ruskie"), con la sede principale trasferita a Leopoli. Consisteva di cinque territori: Leopoli, Sanok, Halicz, Przemyśl, e Chełm. La città di Halicz diede il nome alla Galizia.

## Governo municipale
Sede del governatorato del voivodato (Wojewoda): Leopoli
Parlamento regionale (sejmik generalny) per tutte le terre di Rutenia: Sądowa Wisznia
Sedi del Parlamento regionale (sejmik poselski i deputacki):
- Leopoli
- Halicz
- Sądowa Wisznia
- Przemyśl
- Sanok
- Chełm

## Geografia antropica

### Suddivisioni amministrative
- Terra di Chełm,  (Ziemia Chełmska),  Chełm
  - Distretto di Chełm, (Powiat Chełmski), Chełm
  - Distretto di Krasnystaw, (Powiat Krasnystawski), Krasnystaw
  - Distretto di Ratno, (Powiat Ratneński), Ratno
- Terra di Halicz, (Ziemia Halicka),  Halicz
  - Distretto di Halicz, (Powiat Halicki), Halicz
  - Distretto di Kolomyja, (Powiat Kołomyjski), Kolomyja
  - Distretto di Trembowla, (Powiat Trembowelski), Trembowla
- Terra di Leopoli, (Ziemia Lwowska),  Leopoli
  - Distretto di Leopoli,  (Powiat Lwowski), Leopoli
  - Distretto di Żydaczów, (Powiat Żydaczowski), Żydaczów
- Terra di Przemyśl, (Ziemia Przemyska),  Przemyśl
  - Distretto di Przemyśl, (Powiat Przemyski),  Przemyśl
  - Distretto di Sambor, (Powiat Samborski), Sambor
  - Distretto di Drohobycz, (Powiat Drohobycki), Drohobycz
  - Distretto di Stryj, (Powiat Stryjski), Stryj
- Terra di Sanok, (Ziemia Sanocka),  Sanok
  - Distretto di Sanok (Powiat Sanocki),  Sanok

## Voivodi
- Jan Tarnowski (dal 2 aprile 1527)
- Stanisław Odrową] (dal 1542)
- Piotr Firlej (1545-1553)
- Hieronim Jarosz Sieniawski (dal 1576)
- Stanisław Lubomirski (dal 1628 al 1638)
- Jakub Sobieski (dal 1641)
- Jeremi Michał Wiśniowiecki (dal 1646 al 1651)
- Stanislaw Jan Jabłonowski (dal 1664)
- August Aleksander Czartoryski (dal 1731)
- Stanislaw Szczesny Potocki (dal 1782)

## Voivodati confinanti e regioni vicine
- Voivodato di Cracovia
- Voivodato di Sandomierz
- Voivodato di Lublino
- Voivodato di Brzesc Litewski
- Voivodato di Volinia
- Voivodato di Bełz
- Voivodato di Podolia
- Moldavia
- Transilvania
- Slovacchia